# Bruno Liuzzi
Bruno Enzo Liuzzi (Venado Tuerto, 30 agosto 2000) è un calciatore argentino, centrocampista del Sarmiento (J).

## Carriera
Cresciuto nel settore giovanile del Sarmiento (J), nel settembre 2020 firma il suo primo contratto professionistico con il club biancoverde; nell'aprile 2021 viene prestato per una stagione all'Unión La Calera con cui fa il suo esordio fra i professionisti in occasione del match perso 1-0 contro l'O'Higgins. Pochi giorni più tardi debutta anche in Coppa Libertadores nella trasferta persa 4-0 contro il Flamengo.

## Statistiche

### Presenze e reti nei club
Statistiche aggiornate al 20 maggio 2021.
| Stagione        | Squadra         | Campionato      | Campionato | Campionato | Coppe nazionali | Coppe nazionali | Coppe nazionali | Coppe continentali | Coppe continentali | Coppe continentali | Altre coppe | Altre coppe | Altre coppe | Totale | Totale |
| Stagione        | Squadra         | Comp            | Pres       | Reti       | Comp            | Pres            | Reti            | Comp               | Pres               | Reti               | Comp        | Pres        | Reti        | Pres   | Reti   |
| --------------- | --------------- | --------------- | ---------- | ---------- | --------------- | --------------- | --------------- | ------------------ | ------------------ | ------------------ | ----------- | ----------- | ----------- | ------ | ------ |
| 2021            | Unión La Calera | A               | 1          | 0          | CC              | 0               | 0               | CL                 | 3                  | 0                  |             | -           | -           | 4      | 0      |
| Totale carriera | Totale carriera | Totale carriera | 1          | 0          |                 | 0               | 0               |                    | 3                  | 0                  |             | -           | -           | 4      | 0      |